# Largidea
Largidea is een geslacht van wantsen uit de familie van de Miridae (Blindwantsen). Het geslacht werd voor het eerst wetenschappelijk beschreven door Edward Payson Van Duzee in 1912.

## Soorten
Het genus bevat de volgende soorten:

- Largidea arizonae Knight, 1968
- Largidea balli Knight, 1968
- Largidea brachycera (Carvalho & Gomes, 1971)
- Largidea davisi Knight, 1917
- Largidea gerhardi Knight, 1968
- Largidea grossa Van Duzee, 1916
- Largidea nevadensis Knight, 1968
- Largidea pudica Van Duzee, 1925
- Largidea rubida (Uhler, 1904)
- Largidea shoshonea Knight, 1968
- Largidea stitti Knight, 1968